# Битка при Велетри
Битката при Велетри (на италиански: Battaglia di Vellerti) е известно сражение от Войната за австрийското наследство, състояла се в Италия на 11 август 1744 г.
От едната страна воюват 16 000 испански и неаполитански войници, командвани от френския генерал дьо Гаж и Неаполитанския крал Карло VІІ (дон Карлос), а от друга – 10 000 австрийци, начело с генерал Лобковиц. Резултатът е победа на испанците и неаполитанците, с което приключват опитите на Австрия да си върне изгубената десет години по-рано южна Италия.

## Предистория
Кралствата Неапол и Сицилия са в уния с Арагон от началото на ХV в., която след това прераства в уния с Испания. Това продължава до Войната за испанското наследство, когато са покорени от Австрия. В тази война Испания (на Фелипе V) и Австрия (на неговия съперник Карл VІ) не сключват мир, но Франция и Великобритания признават, че Сицилия е за савойския херцог, а Неапол за австрийците. Испанците атакуват Сицилия през Войната на четворния съюз, но неуспешно. Това предизвиква размяна – савойците получават Сардиния, а Сицилия отива при австрийците. През Войната за полското наследство (1733 – 1738) синът на Фелипе V – бурбонският принц дон Карлос атакува с подкрепата на баща си тези земи и след битката при Битонто сполучва да ги завладее. В това отношение голяма е ролята на Изабела Фарнезе – втора съпруга на Фелипе V и майка на дон Карлос. Родом от Италия и предполагайки, че синовете ѝ няма да се доредят до испанския престол, тя ги подтиква към походи на Апенининския полуостров. Така или иначе, от 1735 г. Неапол и Сицилия преминават в ръцете на Бурбоните.
В началото на Войната за австрийското наследство Австрия е в тежко положение и се бори да запази целостта на основните си земи – Силезия, Чехия, Моравия. Тя не може да окаже съпротива срещу другия син на Изабела Фарнезе – дон Фелипе, който завзема владенията на баща ѝ Парма и Пиаченца. От 1743 до 1747 г. главните усилия на австрийците в Италия са насочени срещу този нов натрапник, но през лятото на 1744 г. изпращат една армия и срещу Неапол – ако може, да възвърне южна Италия под тяхна власт.

## Ход на битката
Градчето Велетри се намира южно от Рим, на малък хълм, обградено с лозови и маслинови насаждения. Там позиции са заели испанските сили. Когато Лобковиц се насочва към тях, дон Карлос бързо се притичва на помощ. Оттам нататък той действа като върховен главнокомандващ. Той разполага войските си на хълма с единствен недостатък – недостига на питейна вода. Лобковиц спира на отсрещния хълм. И той страда от недостатъчни количества на провизиите. Скоро горещият климат разстройва дисциплината в армията му и чувствителна част от войниците дезертира. Близо три месеца (от май до август) двете армии стоят на своите позиции без да водят активни действия. Единствено на 17 юни Гаж предприема едно неочаквано и скоростно нападение. Той разбива отряда, който му противостои, но не успява да развие успеха и се оттегля.
Но в началото на август Лобковиц получава нареждане да действа. Австрийското правителство иска час по-скоро да приключи кампанията му срещу Неапол, за да може да го използва във войната в северна Италия. Генералът решава да предприеме нощно нападение с една пехотна част. Той казва на съветниците си: „Напразно се надяваме на бунтове в кралството на Карлос или на бягства и безредици в лагера му. Оказа се, че имаме пред себе си силна и единна армия, докато собствените ни сили намаляват от болести и дезертьори. По-нататъшно отлагане е против нас. Нищо не ни остава освен успешна атака или унизително връщане в Ломбардия.“ Преди зазоряване на 11 август частта на генерал Браун успява да разбие част от позициите на испанската конница и да влезе във Велетри. С вещина и скорост Гаж изпраща подкрепления, с които запушва отвора. Браун, разбирайки, че е стигнал до задънена улица, прекратява операцията. Двете армии се връщат на първоначалните си позиции, където остават до ноември. Тогава Лобковиц тръгва на север, последван от Гаж. Движението на двете войски през полуострова се превръща в драматично преследване, но не довежда до повече сблъсъци.

## Значение
Битката при Велетри е своеобразно продължение на битката при Битонто. Тя потвърждава правото на дон Карлос да управлява южна Италия и да установи там династията на Бурбоните. През 1759 г. той отива да управлява Испания, чийто трон се овакантява и оставя владенията си на своя брат. След Наполеоновата ера кралствата Неапол и Сицилия се обединяват в Кралство на двете Сицилии, което е ликвидирано през 1860 г. в хода на италианското обединение.